# Карпиниш (Брашов)
Карпиниш (рум. Cărpiniș) насеље је је у Румунији у округу Брашов у општини Тарлунђени. Oпштина се налази на надморској висини од 589 m.

## Становништво
Према подацима из 2002. године у насељу је живело 405 становника, од којих су сви румунске националности.